# Cristãos das Letras Vermelhas
Cristãos das Letras Vermelhas (em inglês:  Red-Letter Christians) é uma organização não governamental (ONG) internacional evangélica que defende a justiça social. Sua sede é em St-Davids nos subúrbios de Filadélfia, na Pensilvânia nos Estados Unidos da América.

## História
A organização foi fundada pelo pastor batista Tony Campolo e Shane Claiborne em 2007 para reunir evangélicos que acreditam na importância de insistir nas questões de justiça social mencionadas por Jesus (em vermelho em algumas traduções da Bíblia). Essas questões incluem a luta contra a pobreza, a defesa da paz, a construção de famílias fortes, o respeito aos direitos humanos e o acolhimento de estrangeiros. Em 2019, ela abriu um capítulo no Reino Unido. Em 2020, a organização contava com 120 organizações sociais e igrejas parceiras nos Estados Unidos, Reino Unido e Chile.